# Ildo Meneghetti
Ildo Meneghetti (Porto Alegre, 20 de julho de 1895 — Porto Alegre, 29 de março de 1980) foi um engenheiro e político brasileiro.
Presidiu o Sport Club Internacional, do qual é patrono perpétuo, foi duas vezes prefeito de Porto Alegre e, de 1955 a 1959 e de 1963 a 1966, foi Governador do Estado do Rio Grande do Sul.

## Prefeitura de Porto Alegre
Filiado ao Partido Social Democrático, em 15 de julho de 1948 foi nomeado prefeito da capital gaúcha pelo então governador Walter Só Jobim. Quando Jobim foi sucedido por Ernesto Dornelles, do Partido Trabalhista Brasileiro, em 1 de fevereiro de 1951, Meneghetti renunciou ao cargo. A população porto-alegrense fez então um abaixo assinado com 36 mil signatários pedindo a sua permanência no cargo. Foi sucedido por Eliseu Paglioli, indicado por Dornelles. No mesmo ano, concorreu em eleição direta para prefeito, numa coligação do PSD com a UDN e o PL. Elegeu-se no dia 1º de novembro de 1951, conquistando a prefeitura com 41 939 votos, derrotando Leonel Brizola, do PTB, por cerca de mil votos. Reassumiu o cargo de prefeito onze meses após tê-lo deixado. A partir de então foi considerado um político que não perdia eleições.
No segundo mandato como prefeito, Meneghetti consolidou sua popularidade, priorizando a habitação popular, com a criação, por exemplo, da Vila do IAPI, o abastecimento e o transporte coletivo, onde se destaca, em 1953, a encampação do serviço de bondes, até então controlado pela Eletric Bond and Share, e a partir daquela data pela Companhia Carris Porto-Alegrense, empresa pública municipal.
Em julho de 1954, Ildo Meneghetti deixou a prefeitura novamente, desta vez para concorrer ao governo do estado do Rio Grande do Sul. Até o início de 1956, quando um novo prefeito eleito, Leonel Brizola, assumiu o cargo, a prefeitura foi comandada revezadamente pelo presidente da Câmara de Vereadores, Ludolfo Boehl, pelo vice-presidente da Câmara, Manuel Osório da Rosa, pelo vice-prefeito, Manuel Sarmanho Vargas, e novamente pelo presidente da Câmara, Martin Aranha.

## Governo do Rio Grande do Sul
De 1955 a 1959 foi governador do estado do Rio Grande do Sul, cargo para o qual seria reeleito em 1962. No segundo mandato, que se iniciou em 25 de março de 1963, apoiou os segmentos mais conservadores da sociedade no processo que culminaria no golpe militar e na queda do presidente João Goulart. Ildo Meneghetti era membro da conspiração que derrubou o então presidente João Goulart e que resultou no golpe de 1964.
Em 1 de abril de 1964, deu início à Operação Farroupilha, em que ordenou a transferência temporária da sede do governo do Rio Grande do Sul do Palácio Piratini, localizado em Porto Alegre, para um quartel da Brigada Militar em Passo Fundo,a fim de não ser deposto pela resistência que se articulava em Porto Alegre pelas forças fiéis a Jango. Após a declaração de vacância do cargo presidencial pelo vice-presidente do Senado, Auro de Moura Andrade, em tumultuada sessão ocorrida no dia 2 de abril de 1964. Com a consolidação do golpe, e a partida de João Goulart para o exílio no Uruguai, Meneghetti retornou à Porto Alegre, conduzido por uma força combinada de unidades da 3ª Divisão de Infantaria do Exército, sediada em Santa Maria, e de tropas da Brigada Militar.
Em 04 de janeiro de 1967, 27 dias antes concluir seu segundo período de governo, Ildo Meneghetti promoveu um almoço com jornalistas e fez um balanço de seu governo, como registra a edição do jornal Zero Hora de 5 de janeiro de 1967. Entre as realizações, o governador fez um registro político: “As maiores dificuldades políticas que enfrentei nos últimos quatro anos foram causadas por meus correligionários da ADP, muito mais do que pela oposição que, a rigor, estaria no seu papel”.
Referia-se a postura do Partido Libertador. Mesmo pertencentes à coligação ADP, que elegera o governador nas eleições de 1962, insatisfeitos com os cargos que lhe foram oferecidos, capitaneados pelo deputado Paulo Brossard, passaram a fazer por todos os meios, ferrenha oposição, inclusive inviabilizando na Assembleia Legislativa aprovação de projetos importantes de interesse do Estado, como foi o caso do Fundo de Desenvolvimento, entre outros.
Feito o registro, destacou o reatamento de relações com os Estados Unidos, rompidas desde a expropriação das empresas norte americanas Bond and Share e ITT, instaladas no Rio Grande do Sul, realizado por seu antecessor. Com o reatamento, pôde ser recebido financiamento da Aliança para o Progresso para conclusão, com o asfaltamento, da Estrada da Produção, que até aquele momento, longe da conclusão, era apenas terra virada. Inaugurada, foi batizada como Rodovia Presidente Kennedy. Ironicamente, décadas depois, a rodovia seria rebatizada com o nome de Leonel Brizola.
Meneghetti detalhou ainda a execução dos projetos habitacionais através da COHAB, criada em seu período, que, com financiamentos do BNH, entregou milhares de moradias. Descreveu a situação da CEEE, que recebeu com uma dívida de 26 bilhões de cruzeiros. Renegociada, pôde executar o cronograma de eletrificação rural desenvolvido ainda em seu primeiro período de governo. Revelou ainda ter dado ordens expressas a seus auxiliares no sentido de que não fossem inauguradas obras sem estarem realmente concluídas, pois “elas não pertencem a este ou aquele governo, mas ao Rio Grande.”
Disse dar por encerrada sua carreira política, desmentindo notícias na imprensa que lhe apontavam como prestes ser indicado como embaixador na Itália. Lembrou que recaiu sob seu governo a responsabilidade de resgatar dívidas do governo Brizola, que somente referentes ao episódio da Legalidade, em 1961, chegou aos 7,5 bilhões de cruzeiros. Destacou realizações, os investimentos no setor de comunicações, onde foram gastos 22,5 bilhões de cruzeiros, dos quais dezenove na capital, incluindo a construção do edifício sede da CRT, na av. Borges de Medeiros. Nos quatro anos de sua administração foram instalados, respectivamente, 800, 206, 417 e 264 quilômetros de linhas telefônicas.
Foram realizados 1.929 metros de pontes, 2342 km de encaibramento de estradas, 171 km de pavimentação, 500 km de novas rodovias, estando garantido o financiamento de grandes obras de eletrificação no Vale do Taquari, entre outros locais. Referiu-se ao tratamento dispensado aos municípios, independentemente de cor partidária, onde 12 bilhões investidos ao longo dos quatro anos anteriores.
Na área da agricultura, descreveu o trabalho desenvolvido no combate à febre aftosa, carrapato, brucelose. Entre problemas futuros para o Rio Grande do Sul, afirmou preocupar-se com a contínua centralização do poder em Brasília e com a reforma tributária programada pela União. Antecipou, em janeiro de 1967, as consequências para obtenção de recursos pelos estados “que poderão ser desastrosas para as futuras administrações”.
“Não terei saudades do governo. Agora só desejo retribuir ao povo de meu Estado, que me elegeu por duas vezes para o mais alto cargo do Estado, gerando empregos e arrecadação e impostos, dirigindo minha fábrica em Canela. – Facelpa S/A - Fábrica de Celulose e Papel.”
A transmissão do cargo para seu sucessor, Walter Peracchi Barcellos eleito indiretamente pela Assembleia Legislativa do Rio Grande do Sul, ocorreu dia 31 de janeiro de 1967.